# Metodo Stamina
Il metodo Stamina era un presunto trattamento medico, privo di validità scientifica, realizzato dal comunicatore pubblicitario Davide Vannoni (1966-2019) e proposto dalla Stamina Foundation, un'organizzazione da lui presieduta. Principalmente rivolto alle malattie neurodegenerative, pretendeva di basarsi sulla conversione di cellule staminali mesenchimali in neuroni.
La vicenda ebbe ampia copertura mediatica arrivando a condizionare la politica e magistratura italiane, intervenute, ciascuna nel proprio ambito, a seguito del clamore mediatico della vicenda; il metodo, proposto da Vannoni e basato sull'impiego di staminali, avrebbe dovuto curare malattie per le quali la scienza non aveva ancora trovato rimedio, ma le risultanze sperimentali non ne hanno mai provato l'efficacia, e sia gli esperti nominati dal Ministero della salute italiano che le inchieste della magistratura ne hanno determinato la non applicabilità medica; la vicenda giudiziaria si concluse con una condanna per truffa.
Il parlamento italiano, a seguito della pressione dell'opinione pubblica, avviò una sperimentazione nel maggio 2013; Umberto Veronesi, fra i tanti medici contrari al metodo, sostenne che il caso «ripercorre il canovaccio delle vicende Bonifacio e Di Bella», cioè di sperimentazioni avviate sotto la spinta "della piazza" piuttosto che da criteri realmente scientifici. Il premio Nobel per la medicina Randy Schekman ha definito "criminale" il metodo Stamina e Davide Vannoni un "ciarlatano". Nell'ottobre del 2014 arriva la definitiva bocciatura da parte della commissione incaricata di valutare i presupposti per una sperimentazione.

## Il metodo

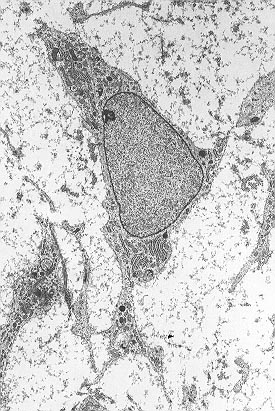
Cellula staminale mesenchimale non differenziata

Il metodo proposto da Stamina Foundation prevedeva la conversione di cellule staminali mesenchimali (cellule solitamente destinate alla generazione di tessuti ossei e adiposi) in neuroni, dopo una breve esposizione ad acido retinoico diluito in etanolo e conservate in alcool miristilico. La terapia consisteva nel prelievo di cellule dal midollo osseo dei pazienti, la loro manipolazione in vitro (incubazione delle cellule staminali per un periodo variabile da 2 a 4 ore in una soluzione 18 micromolare di acido retinoico) e infine la loro infusione nei pazienti stessi.
Vannoni ha ripetutamente evitato di rivelare i dettagli del suo metodo al di là di quelli disponibili nella sua domanda di brevetto. Nel 2012 l'Ufficio Brevetti degli Stati Uniti aveva parzialmente respinto la domanda di brevetto, con una procedura che consente la ri-presentazione; Vannoni comunque non l'ha più ripresentata. Il rifiuto era dovuto al fatto che la domanda aveva dettagli insufficienti riguardo alla metodologia, al fatto che è improbabile che la differenziazione cellulare si verifichi durante un periodo di incubazione così breve e che la comparsa di cellule nervose nella coltura rischierebbe di essere frutto di cambiamenti citotossici. Il metodo, al 2014, risultava ancora tenuto segreto dai suoi promotori e privo di una validazione scientifica che ne attestasse l'efficacia terapeutica. Non risultava, inoltre, che Vannoni avesse mai pubblicato alcun articolo sul metodo su riviste scientifiche sottoponendolo dunque ai consueti processi di revisione paritaria; i brevetti, che in un primo tempo aveva affermato di avere registrato a tutela del metodo, si sono dimostrati essere semplici domande di brevetto il cui iter risultò o concluso negativamente o in attesa di risposta alle domande degli esaminatori, che vi hanno rilevato lacune e sollevato numerose obiezioni. La rivista Nature ha inoltre scoperto che alcuni risultati presentati per la richiesta di brevetto provengono da altre pubblicazioni precedenti che sarebbero state usate senza autorizzazione.
Tale metodo viene descritto dal suo ideatore come utile per curare malattie di diverso tipo, anche molto diverse tra loro per cause, sintomi e decorso. In particolare, il metodo viene indicato da Vannoni per la cura di malattie neurodegenerative anche molto diverse tra di loro, dalla malattia di Parkinson alla SLA, alla sclerosi multipla alla malattia di Alzheimer e per i postumi di ictus e altro ancora.
Vannoni non ha mai prodotto prove scientifiche relative all'efficacia del metodo, ma ne ha sempre propugnato la validità. Oltre a lui, a riferire di presunti benefici derivanti dal trattamento ci furono alcuni genitori di bambini malati, il direttore sanitario degli spedali Civili di Brescia e un medico che ne aveva in cura alcuni, Marcello Villanova, membro della Associazione per lo studio delle atrofie muscolari spinali infantili, presentato dal Movimento Pro Stamina Italia come uno tra i massimi esperti italiani di SMA1. Tali presunti benefici vennero messi in risalto da molteplici video, spesso autoprodotti, alcuni dei quali trasmessi nei servizi televisivi della trasmissione televisiva di infotainment, Le Iene, che mostrarono come alcuni bambini sembrassero compiere movimenti prima non possibili o avere maggiore tono muscolare; di fatto, il programma televisivo, nel corso delle numerose puntate in cui è stato affrontato l'argomento, presentò i fogli di dimissioni dei pazienti presentandoli invece come "cartelle cliniche", evidenziando solo parti in cui si accennava a presunti miglioramenti e talora presentando il metodo in questione come una cura in grado di salvare i malati e/o alleviarne i sintomi, altre volte come una semplice cura compassionevole, nonostante il metodo non fosse mai stato accettato (per carenza dei requisiti previsti per legge) come tale.
I benefici così presentati si rivelarono però, alle indagini della procura di Torino, sentiti esperti in materia, non solo non provati scientificamente ma frutto di esagerazione o delle terapie adiuvanti cui questi bimbi erano stati sottoposti o della normale crescita che, nonostante la malattia, li accompagnava. Anche l'AIFA, dopo l'ispezione del 2013 presso gli Spedali Civili di Brescia, procedette all'analisi delle cartelle cliniche di 36 pazienti e, da esse, non risultava alcun miglioramento nei pazienti salvo che in tre casi e solo in base a valutazioni soggettive (i genitori riportavano miglioramenti nel caso di due bambini e un adulto riferiva di essere migliorato dalla patologia che lo affliggeva).
A dicembre 2013, Vannoni pubblicò sulla propria pagina Facebook una presentazione con alcuni studi delle cellule utilizzate, per rispondere alle accuse di non aver condotto valutazioni sulle cellule prodotte; gli studi riguardano la vitalità cellulare, l'analisi citofluorometrica dei biomarcatori immunofenotipici delle staminali mesenchimali, l'attività telomerasica (indice di possibile trasformazione maligna) e test di sterilità. I test mostrano dati positivi, ma ricevono critiche in quanto presentano dati parziali (ad esempio mostrano la presenza di staminali, ma non la loro differenziazione in senso neuronale), non contestualizzati, incoerenti (risultati diversi tra loro) e su campioni non significativi (spesso basati su cellule di un solo paziente), realizzati dalla stessa Stamina Foundation e quindi sono troppo autoreferenziati per essere credibili.

## Storia

### Origine del "metodo"
Davide Vannoni, laureato in Scienze della comunicazione e autore di testi di comunicazione persuasiva e pubblicità, docente presso l'Università "Niccolò Cusano", raccontò di avere avviato il progetto in seguito alla propria esperienza personale in quanto venne curato nel 2005 a Charkiv, in Ucraina, per una paralisi facciale con un trapianto di staminali; decide quindi di proporre il trattamento anche in Italia attraverso la società Re-Gene S.r.l., gestita, tra gli altri, anche dai due biologi che lo avevano curato in Ucraina (V"jačeslav Klimenko ed Elena Ščegel'skaja); prima si stabiliscono a Torino, nel sottoscala della sua azienda di ricerche di mercato e, in seguito, dopo l'entrata in vigore della disciplina europea del 2007 sulle terapie con staminali, a San Marino. Il metodo venne pubblicizzato da dépliant che raccontavano di «oltre mille casi trattati, un recupero del danno dal 70 al 100 percento (90 ictus con 72 recuperi [...]), una gamma di una ventina di malattie trattate» e da video che mostravano «un ballerino russo affetto da parkinson che si alzava dalla carrozzella e tornava a ballare», «di una giovane paralizzata dalla SLA che riprendeva a camminare», «di un uomo che guariva da una grave forma di psoriasi alle mani».
Nel maggio 2009, a seguito di un articolo del Corriere della Sera e ad un esposto di un dipendente della società Cognition, di cui Vannoni era amministratore, venne avviata un'inchiesta dal magistrato Raffaele Guariniello, che intendeva chiarire la posizione di Vannoni in merito all'uso di cellule staminali al di fuori dei protocolli sperimentali previsti dalla legge da parte della Re-Gene, che venne poi chiusa. Sul finire del 2009 compaiono sulla stampa diversi articoli giornalistici sulle attività di Vannoni, coinvolto in un intreccio di società e la fondazione Stamina. La stampa riportò di come Vannoni si presentasse come "dottore" (cosa tecnicamente vera anche se non lo era in medicina, ma in Scienze della comunicazione) e promettesse la cura di molte malattie neurodegenerative per cifre che oscillavano dai 20.000 ai 50.000 euro, raccomandando al paziente e ai familiari di mantenere il segreto in merito alla terapia in corso, eventualmente anche con i propri medici curanti, utilizzando metodi poco chiari e a volte con danni e conseguenze indesiderate. L'inchiesta giudiziaria coinvolse anche San Marino, dato che le cure venivano praticate anche in un centro estetico sammarinese privo di autorizzazione medica. Nell'agosto 2012, la procura dispose il rinvio a giudizio di 12 indagati, tra cui alcuni medici e lo stesso Vannoni, per ipotesi di reato di somministrazione di farmaci imperfetti e pericolosi per la salute pubblica, truffa e associazione per delinquere.
Dal 2011 grazie all'interessamento del pediatra Marino Andolina, divenuto collaboratore di Vannoni, il "metodo" venne praticato come cura compassionevole nell'ospedale di Brescia; agli inizi 2013 tale pratica venne poi sospesa a seguito di un'ispezione dei NAS e dell'AIFA, che rilevò il mancato rispetto dei requisiti di sicurezza e igiene e la carenza nella documentazione prescritta dalla legge; nelle ispezioni si rilevò che i preparati cellulari non contenevano quantità rilevanti di cellule staminali mesenchimali, non erano in grado di differenziarsi in neuroni e contenevano una quantità rilevante di inquinanti pericolosi. Si scoprì inoltre che il primo paziente sottoposto, sebbene non ufficialmente, al metodo, era membro delle istituzioni della Regione Lombardia. Durante il blocco dei trattamenti, la fondazione Stamina cercò finanziatori trovandone uno nell'imprenditore farmaceutico Gianfranco Merizzi, proprietario del gruppo Medestea, che pagò 440.302 euro per la partecipazione nella società Biogenesis Tech; con la società "gemella" Biogenesis Tech, una cell factory (ovvero sede di approvvigionamento, controllo, produzione, conservazione e distribuzione di cellule a scopo clinico), entrambe basate a Lugano, essa gode dei diritti mondiali esclusivi per l'utilizzo del metodo Stamina. Vannoni non compare ufficialmente come titolare delle due società Biogenesis, guidate da ticinesi e piemontesi, ma intestò a una di esse l'acquisto della propria Porsche 911.
Nel 2011 inoltre la fondazione Stamina inoltrò una richiesta di collaborazione al Cardiocentro Ticino di Lugano, che venne declinata a causa di «opacità del protocollo di ricerca, inconsistenza scientifica, assenza di pubblicazioni e dubbia reputazione dei ricercatori coinvolti», con lo scopo di affittare la camera per la produzione delle staminali.
Nel 2013 il metodo giunge sotto i riflettori dei media in seguito a un servizio del programma televisivo Le Iene, che ne mostrò l'utilizzo su alcuni bambini affetti da diverse malattie neuro-degenerative (tra queste anche la SMA di tipo I); nel programma televisivo si sostenne che le infusioni di staminali avrebbero generato significativi miglioramenti nello stato di questa malattia, e si suggerì, senza alcuna evidenza, che avrebbe potuto modificarne il decorso fatale, in realtà inevitabile. Il metodo divenne quindi oggetto di proteste popolari in favore della cura.
Del caso si occuparono anche l'Accademia dei Lincei e, il 26 marzo, in ambito internazionale, la rivista Nature e l'Agenzia europea per i medicinali. Il 3 maggio 2013, tredici scienziati pubblicarono su The EMBO Journal una analisi critica del metodo, mettendo in luce le loro preoccupazioni in relazione all'inconsistenza delle prove scientifiche, alle carenze metodologiche e all'assenza di pubblicazioni. Da marzo 2013 anche l'associazione Famiglie SMA, che riunisce i familiari dei pazienti affetti da SMA, intervenne esprimendosi più volte in maniera molto critica verso il metodo e verso i servizi televisivi propagatori di false speranze. Il clamore mediatico fu tale che lo studioso e medico giapponese Shinya Yamanaka, premio Nobel per la medicina nel 2012 e presidente della Società Internazionale per la Ricerca sulle Cellule Staminali (ISSCR), pubblicò un comunicato in cui espresse preoccupazione per l'autorizzazione da parte delle autorità italiane di un metodo del quale non si conosceva la sicurezza e privo di qualunque evidenza di efficacia.
Il 2 luglio 2013 la rivista Nature, in un nuovo articolo, definì la presunta terapia come promossa da «uno psicologo trasformatosi in imprenditore medico», «basata su dati fallaci» e «plagio di un altro studio già sviluppato e soprattutto tecnica inefficace»: la rivista scoprì che due immagini utilizzate per depositare il brevetto della terapia nel 2010 erano in realtà identiche a quelle di un articolo del 2003 e uno del 2006 di un team di ricercatori russi e ucraini, coordinati dalla biologa molecolare Elena Ščegel'skaja, della Kharkov National Medical University. Anche il team della Schegelskaya cercava cellule del midollo osseo capaci di differenziarsi in cellule nervose, ma la loro soluzione di acido retinoico raggiungeva un decimo della concentrazione del metodo di Vannoni, e prevedeva l'incubazione delle cellule per diversi giorni e quindi l'articolo di Nature fece notare come la stessa immagine fosse stata utilizzata per rappresentare due modalità molto differenti di sviluppo sperimentale. Vannoni replicò alle accuse definendolo «il solito articolo politico» che «non scopre nessun segreto»; sostenne quindi di aver «sempre lavorato e condiviso materiale con i russi e con gli ucraini» e definì l'articolo e i commenti che contiene «di cattivo gusto». La ricercatrice russa, ex socia dello stesso Vannoni, che aveva prodotto le foto tuttavia negò di conoscere Vannoni all'epoca in cui le aveva realizzate, affermando inoltre di non essere a conoscenza del loro utilizzo da parte di Vannoni, e di non averlo mai autorizzato. Una delle foto infatti era stata pubblicata dalla ricercatrice e dai suoi colleghi nel 2003, prima del viaggio di Vannoni in Ucraina, mentre l'altra era stata pubblicata nel 2006, prima dell'inizio collaborazione dell'autrice con Stamina.
Vengono inoltre posti dubbi di conflitto di interessi in ragione dell'accordo siglato tra Vannoni e la multinazionale Medestea, interessata al business delle staminali, che è stata accusata di puntare ad ottenere una deregolamentazione dell'uso delle staminali così da poter approvare più facilmente eventuali nuovi prodotti.

### La sperimentazione in Italia
Il 15 maggio 2013 la Commissione affari sociali della Camera dei deputati approvò all'unanimità l'avvio della sperimentazione clinica del metodo ideato da Vannoni; il 23 maggio il Parlamento ne ratificò la sperimentabilità, stanziando 3 milioni di Euro per gli anni 2013-2014. Il 21 giugno 2013 Vannoni avrebbe dovuto consegnare la documentazione scientifica sul suo metodo all'Istituto Superiore di Sanità, all'Agenzia Italiana del Farmaco e al centro nazionale trapianti per permettere di elaborare il protocollo dei test, ma chiese di rinviare l'incontro per due volte. A fine giugno 2013 il Ministro della salute Beatrice Lorenzin nomina i membri del comitato che avrebbero seguito la sperimentazione nel servizio pubblico (definendone aspetti quali la scelta delle cell factory per produrre le staminali, l'arruolamento dei pazienti, la scelta degli ospedali) e che avrebbe seguito le fasi della ricerca (della durata di 1 anno e mezzo); la presidenza venne affidata al capo dell'Istituto Superiore di Sanità con membri come i direttori dell'AIFA, del Centro nazionale trapianti e della federazione delle associazioni delle persone colpite da malattie rare. Il giorno precedente alla pubblicazione del decreto ministeriale, Vannoni chiese per la terza volta di rinviare l'incontro per depositare il protocollo della sperimentazione, la cui data di avvio era stata inizialmente fissata per il 1º luglio 2013 e quindi essa non poté cominciare.
L'11 luglio la rivista scientifica Nature pubblicò un critico editoriale in cui invita il governo italiano a non portare avanti la sperimentazione in quanto non giustificata da alcuna ragione scientifica. Camillo Ricordi, esperto in trapianti, con l'organizzazione The Cure Alliance, affermò di non essere né pro né contro il protocollo Stamina, ma restava a favore di una verifica scientifica che fosse nell'interesse di tutte le parti in causa con la richiesta di una nuova regolamentazione della sperimentazione di terapie innovative, affidata a centri di eccellenza dotati di strutture adeguate e che non richieda anni di sperimentazione pre-clinica.
Il 31 luglio 2013, la Regione Abruzzo, e il 1º agosto la Regione Sicilia, individuano due strutture sanitarie per ciascuna in cui fu autorizzato l'avvio del trattamento, in attesa del consenso da parte del Ministero. Il 1º agosto venne consegnato presso l'Istituto Superiore di Sanità il protocollo del metodo per poter far partire la sperimentazione. Il 5 agosto una ventina di studiosi accademici ed esperti ricercatori, tra cui il noto patologo Luigi Frati, firmarono una lettera rivolta al ministro Lorenzin per chiedere che il protocollo fosse reso pubblico, per garantire che esso non sia coperto da brevetti altrui e per verificare che il protocollo consegnato coincida con il metodo Stamina già divulgato e conosciuto, poiché la sperimentazione è "promossa per legge e finanziata dallo Stato" e né la legge n. 57/2013 né il decreto ministeriale attuativo (DM 18 giugno 2013) prevedono la secretazione del protocollo. Il 12 agosto il ministro fa sapere che il protocollo non sarà pubblicato ma dovrà essere usato solo nell'ambito della sperimentazione promossa dal Ministero della Salute.

#### Il "caso SMA1"
I protocolli consegnati proponevano per la sperimentazione la sindrome di Kennedy, la paralisi cerebrale infantile e la sclerosi laterale amiotrofica; di queste, solo una o due sarebbero state scelte per l'effettiva sperimentazione. La scelta delle patologie da trattare ha escluso la SMA 1 suscitando sconcerto tra i rappresentanti dell'associazione Famiglie SMA. La SMA 1, esclusa su richiesta dello stesso Vannoni, era la patologia più trattata finora con il metodo Stamina e protagonista anche del programma televisivo Le Iene che ha fatto conoscere il metodo al grande pubblico. Per tale patologia gli ideatori e sostenitori del metodo hanno dichiarato una eccellente efficacia, tanto che anche la Fondazione Stamina ha sostenuto che la SMA 1 è l'unica malattia su cui sono disponibili «dati scientifici, con miglioramenti certificati e monitorati anche da medici esperti della patologia». Tuttavia, alle richieste di chiarimenti delle famiglie SMA rispose il pediatra Marino Andolina, vicepresidente di Stamina, spiegando che «la scelta delle patologie da sottoporre a sperimentazione non dipende da quanto pensiamo sia utile il trattamento con staminali in una o più malattie, ma dalla possibilità che dopo un anno arrivino risultati documentabili». Vannoni aggiunse che la SMA1 non era stata inclusa perché troppo complessa nell'attestare i miglioramenti, presentando troppe variabili.

### Controversie giudiziarie sulla sperimentazione
L'11 settembre 2013 il comitato scientifico istituito dal Ministro stese un rapporto consultivo secondo cui il metodo non aveva nessuna consistenza scientifica, per cui mancavano basi che giustificassero la sperimentazione già autorizzata dal Parlamento; il trattamento inoltre avrebbe esposto al rischio di trasmissione di malattie quali l'AIDS e la malattia della mucca pazza; la notizia venne riportata anche dalla stampa scientifica internazionale. Le motivazioni di tale bocciatura vennero sottoposte allo studio da parte del Ministero e delle commissioni parlamentari Affari sociali e Sanità di Camera e Senato, al fine di decidere se procedere o meno con la sperimentazione e il 10 ottobre la sperimentazione venne definitivamente bloccata, in quanto il metodo risultava «pericoloso per la salute dei pazienti».
Vannoni fece quindi ricorso al TAR del Lazio, lamentando una mancanza di imparzialità da parte della Commissione che aveva bocciato il metodo e, il 4 dicembre 2013, il TAR sospese il decreto di nomina della Commissione, richiedendo la formazione di un nuovo comitato scientifico, annunciato poi il 28 dicembre. A seguito di ciò Vannoni, a fine 2013, annunciò l'intenzione di migrare con le famiglie dei malati alle Isole di Capo Verde, dove una cooperativa dei pazienti avrebbe finanziato un laboratorio e gli stipendi di biologi e medici. Successivamente le autorità di Capo Verde negarono di aver mai avuto contatti con Vannoni.
A causa della delicata situazione legale, nel gennaio 2014 i medici degli Spedali Civili di Brescia si rifiutano di continuare ad applicare il metodo, eccetto quei singoli casi in cui ci fosse stata una specifica ordinanza del tribunale. Contemporaneamente l'Unione Medici Italiani consigliò ai propri iscritti di «astenersi dal praticare ulteriori trattamenti con il metodo Stamina proposti dalla direzione aziendale e sanitaria e dai propri diretti superiori gerarchici ancorché giustificate dagli accordi tra l'azienda e Stamina o dalle ordinanze della magistratura». Sulla questione si espresse anche l'Ordine dei medici sottolineando che il medico deve essere libero di agire in scienza e coscienza e che neanche il legislatore può entrare nel merito di una decisione clinica, e pertanto la magistratura non può imporre a un medico di somministrare un trattamento che questi ritiene pericoloso per il paziente. A seguito dell'audizione in merito alla vicenda Stamina del comandante dei NAS Cosimo Piccinno presso la Commissione sanità del Senato, dalla quale è risultato che i biologi della Stamina Foundation non erano iscritti all'Ordine dei biologi, la direzione dell'ospedale di Brescia decise di sospendere i trattamenti con il metodo.
A marzo venne annunciata una nuova commissione internazionale per la sperimentazione, composta da sette esperti: presieduta da Michele Baccarani, direttore del Centro per lo Studio delle Cellule Staminali e del Dipartimento di Ematologia e Scienze Oncologiche del Policlinico Sant'Orsola-Malpighi di Bologna, affiancato da Mario Boccadoro, dell'Università degli Studi di Torino, Giuseppe Leone, dell'Università Cattolica, Ana Cumano dell'Istituto Pasteur di Parigi, Curt R. Freed, dell'Università del Colorado, Moustapha Kassem, della Mayo Clinic e dell'Odense Universitets Hospital di Odense e Sally Temple del Neural Stem Cell Institute di Rensselaer.
Ai pazienti sarebbero state somministrate dosi adatte ai topi a un costo tra i 30.000 e 50.000 euro.
Il 2 ottobre 2014 vennero resi noti i pareri della commissione che ritenne, con parere unanime, che non vi fossero i presupposti per una sperimentazione del metodo.

### Controversie legali
Nel processo contro Vannoni, Andolina e altri cinque per l'accusa di associazione a delinquere finalizzata alla truffa, somministrazione di farmaci dannosi ed esercizio abusivo della professione medica, gli imputati vennero ritenuti colpevoli e condannati, il 18 marzo 2015, rispettivamente a un anno e dieci mesi per Vannoni, un anno e nove mesi per Andolina, mentre gli altri cinque hanno ottenuto pene inferiori. L'altro procedimento in cui Vannoni era imputato, per tentata truffa ai danni della Regione Piemonte a causa di una richiesta di finanziamenti per le sue attività illecite, si è invece concluso con la scadenza dei termini per la prescrizione. La sentenza ha imposto anche il divieto di continuare a praticare il metodo.
Nel gennaio 2023 la corte di appello di Brescia ha ribaltato la sentenza di primo grado del dicembre 2021 per la vicenda denominata "Stamina due", di conseguenza i sei imputati vengono assolti perché il fatto non sussiste dall’accusa di associazione a delinquere e prosciolti per intervenuta prescrizione dalle somministrazioni illecite di farmaci imperfetti.
Il 26 aprile 2017 Vannoni venne arrestato di nuovo dai carabinieri del Nas di Torino con l'accusa di aver continuato a utilizzare la pratica all'estero e venne indagato nell'ambito di una nuova inchiesta per associazione per delinquere.
Vannoni venne inoltre accusato di aver proposto, tramite social network, a malati italiani affetti da patologie neurodegenerative incurabili, di farsi ricoverare in una clinica privata a Tibilisi, in Georgia, pagando infusioni di staminali. In tal modo avrebbe convinto decine di malati a recarsi all'estero per sottoporsi alle infusioni che sarebbero state pagate circa 30.000 euro ciascuna. Secondo la magistratura le cure erano inefficaci e i pazienti sarebbero stati ingannati mettendo a rischio la loro salute in quanto il metodo non ha alcuna valenza scientifica.

## Il caso mediatico
A far diventare Stamina un caso mediatico è stata la trasmissione televisiva Le Iene, che ha proposto una ventina di servizi televisivi curati dal presentatore Giulio Golia. La trasmissione, per il modo in cui ha trattato la vicenda e ricostruito i fatti, suggerendo che il "metodo Stamina" fosse una cura efficace o addirittura in grado di bloccare il decorso di malattie neurodegenerative è stata criticata da scienziati e dalla stessa AIFA. Per un certo periodo, sul sito Internet della trasmissione fu presente un collegamento al sito della Stamina foundation onlus, con l'invito a contattare direttamente la società in caso di richieste di informazioni.
Anche divulgatori televisivi, tra cui Piero Angela, hanno criticato sia la trasmissione televisiva sia, più in generale, i media che danno troppo credito agli pseudoscienziati.
Il 22 gennaio 2014, dopo più di un mese di pausa, la trasmissione Le Iene trasmette un nuovo servizio al riguardo, che riassume le puntate precedenti; al termine di esso Golia dichiara che lo scopo delle puntate non era di diffondere l'idea che il metodo Stamina funzionasse, chiedendo scusa agli spettatori che avessero intuito diversamente.